# Eugene Merle Shoemaker
Eugene "Gene" Merle Shoemaker  (Los Angeles, Kalifornija, SAD, 28. travnja 1928. – Alice Springs, Australija, 18. srpnja 1997.), američki astronom i geolog. Jedan od utemeljitelja planetologije. Poznat po otkriću mnoštva kometa koje je otkrio sa suprugom Carolyn S. Shoemaker i kolegom Davidom H. Levyjem. Poznat također po proučavanjima udarnih kratera na Zemlji, poput Barringerova kratera u Arizoni. Shoemaker je bio prvi znanstvenik koji je zaključio da je te kratere prouzročio meteorski udar. Također je bio prvim ravnateljem istraživačkog programa geološkog pregleda astrogeologije SAD. Za svoj znanstveni rad dobio je brojna priznanja.  